# Victorien Tournier
Victorien Tournier, ou Victor Tournier, est un sculpteur français né à Grenoble le 17 novembre 1833 et mort à Paris le 30 avril 1910.

## Biographie
Victorien Tournier naît à Grenoble le 17 novembre 1833.
Élève de Victor Sappey et de Michel-Pascal, il se spécialise dans la sculpture néo-gothique. Il travaille notamment pour Notre-Dame de Paris et l'hôtel de ville de Paris.
Il expose au Salon en 1874, 1878 et 1891.
De 1881 à sa mort, il travaille à l'ornementation sculptée de la basilique du Sacré-Cœur de Montmartre. 
Sa statue en marbre blanc Le Guet, un guerrier Gaulois nu sur un rocher, tête relevée, est exposée au Salon des artistes français de 1900. La Ville de Paris lui commande en 1902 une version monumentale de l’œuvre qui orne jardin de l'hôpital Sainte-Anne à Paris depuis 1947.
Il meurt le 30 avril 1910 à Paris, où il est inhumé au cimetière du Montparnasse dans la sépulture familiale, ornée de son haut-relief en marbre du Souvenir.

## Œuvres
- Augustin Louis Cauchy (1789-1857), mathématicien, Salon de 1874, buste en marbre commandé ou acquis par le ministère de l'Instruction publique, des Cultes et des Beaux-Arts, pour l’École normale supérieure[4].
- Chevaliers, 1881, cinq statues monumentales en cuivre repoussé et doré[5] couronnant les toitures de l'hôtel de ville de Paris[6].
- Monument aux morts de 1870 de la ville de Pau (Pyrénées-Atlantiques), statue en bronze réalisée en 1906 et inaugurée en 1912. Le monument est aujourd'hui placé devant le tribunal place de la Libération[7].
- Le Souvenir, haut-relief en marbre blanc ornant le tombeau de la famille Tournier, Paris, cimetière du Montparnasse (22e division).
- Éditions en bronzes, dont La Bécassine[8].

Œuvres de Victorien Tournier
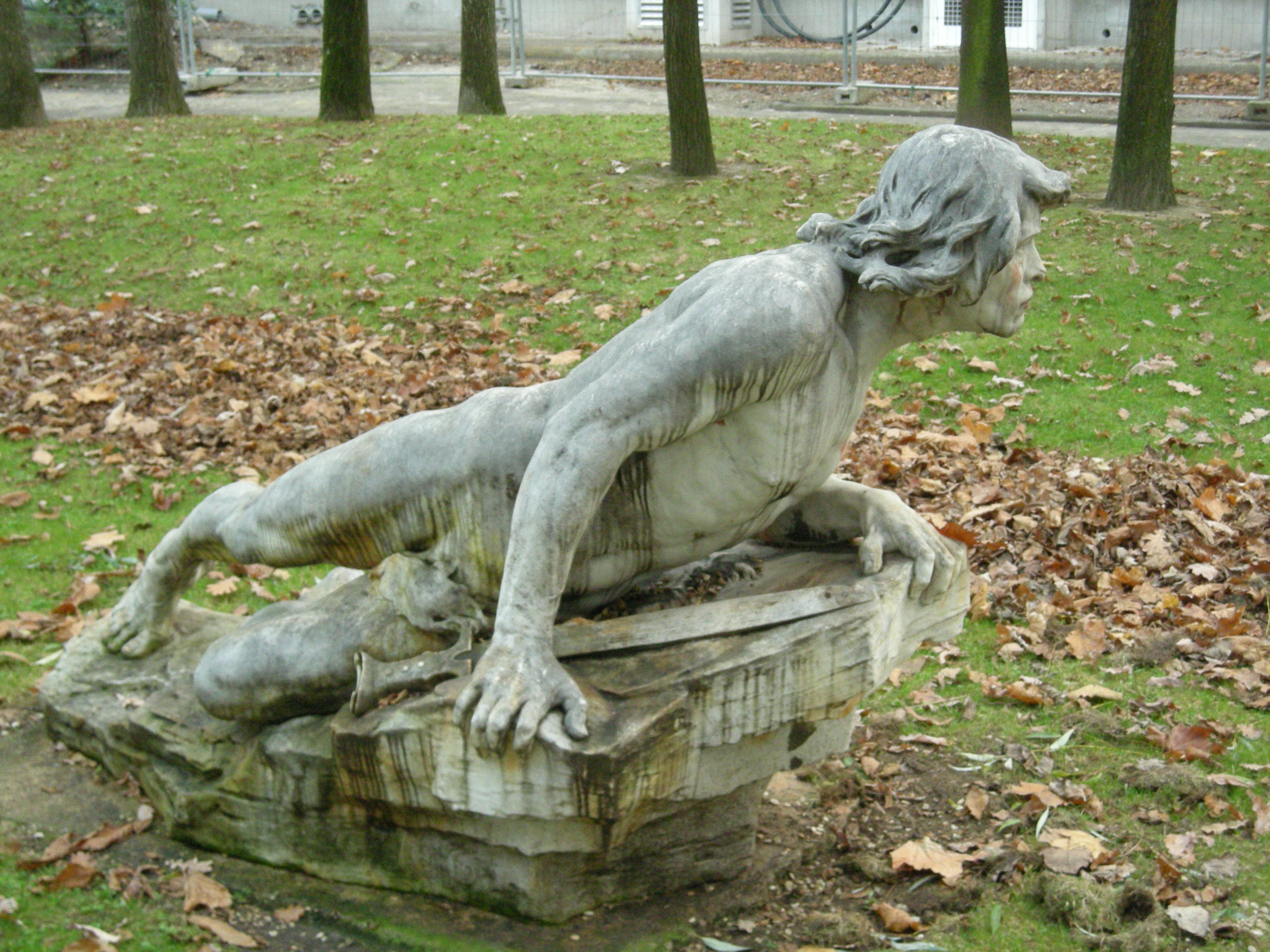
Le Guet (Salon de 1900), Paris, jardin de l'hôpital Sainte-Anne.
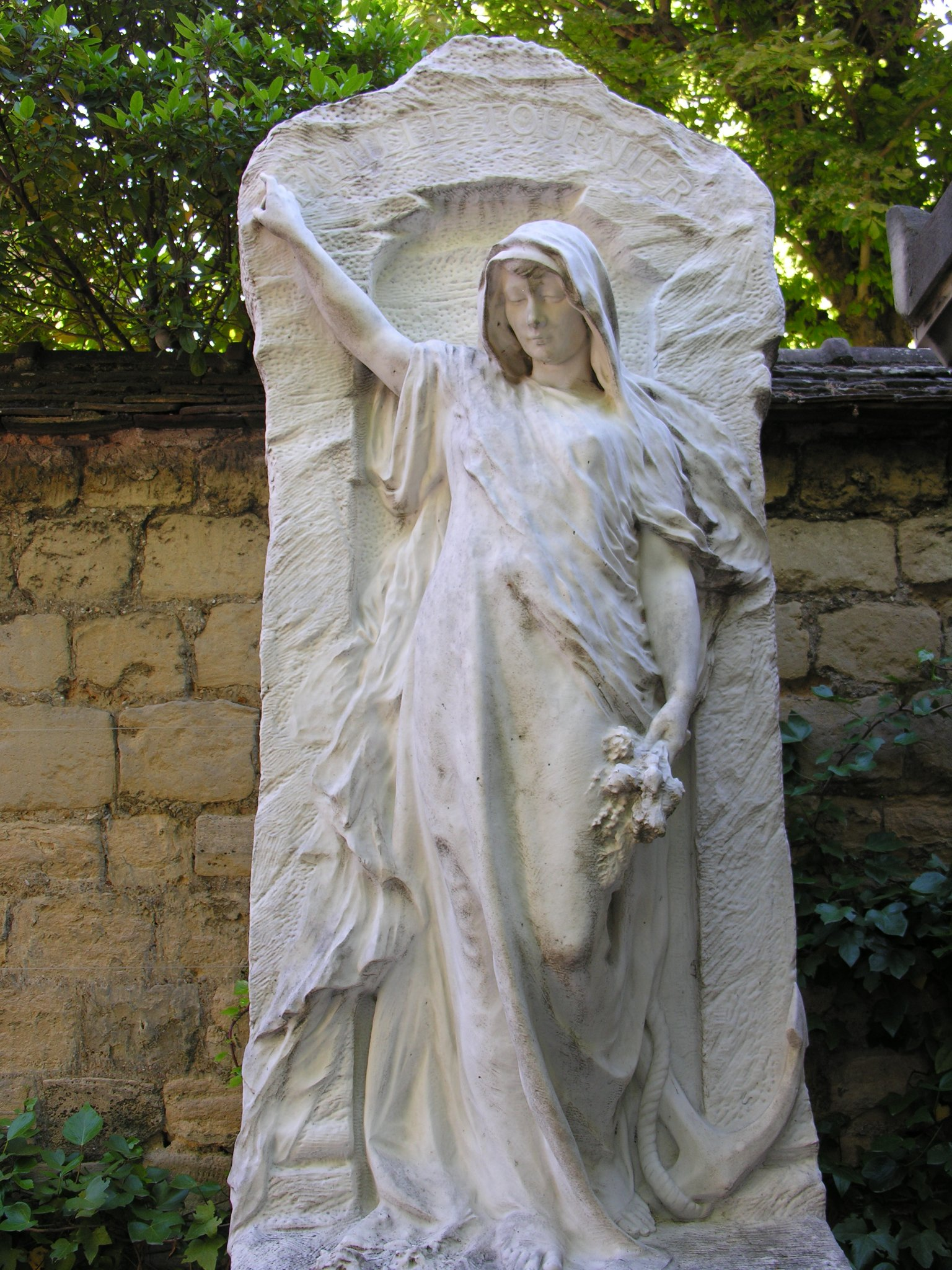
Le Souvenir, sépulture Tournier, Paris, cimetière du Montparnasse.